# Ctenomys validus
Espèce
Statut de conservation UICN

 DD  : Données insuffisantes
Ctenomys validus est une espèce de rongeurs de la famille des Ctenomyidae. Comme les autres membres du genre Ctenomys, appelés localement des tuco-tucos, c'est un petit mammifère d'Amérique du Sud bâti pour creuser des terriers. Ce rongeur est endémique d'Argentine où il est considéré par l'UICN comme étant peut être menacé.
L'espèce a été décrite pour la première fois en 1977 par le zoologiste argentin Julio Rafael Contreras, Virgilio Germán Roig et María Cristina Suzarte. 

## Distribution
Cette espèce est endémique de la province de Mendoza en Argentine.

## Publication originale
- Contreras, Roig & Suzarte, 1977 : Ctenomys validus, una nueva especie de "Tunduque" de la Provincia de Mendoza (Rodentia, Octodontidae). Physis, Buenos Aires (Sect C), vol. 36, no 92, p. 159-162.